# Камнеломка снежная
Камнеломка снежная (лат. Micranthes nivalis) — вид травянистых растений рода Микрантес (Micranthes) семейства Камнеломковые (Saxifragaceae). Ранее таксон относили к роду Камнеломка (Saxifraga), откуда и сохранилось русскоязычное название, не актуализированное по настоящий момент в авторитетных ботанических источниках.

## Ботаническое описание
Многолетнее травянистое растение. Корневище укороченное, вертикальное. Стебель одиночный, безлистный, (3) 5—15 (20) см высотой. Листья лопатчатые, обратнояйцевидные или яйцевидные, 0,6—3 см длиной и 0,3—2 см шириной, клиновидно суженные в широкий черешок, по длине равный пластинке, собраны в прикорневую розетку.
Цветки собраны в головчато-метельчатое или щитковидно-метельчатое, малоцветковое соцветие. Чашелистики треугольные или яйцевидные. Лепестки узкоэллиптические или эллиптические, белые, реже розоватые или с фиолетовым оттенком, немного длиннее чашечки, до 3 мм длиной и 1,5 мм шириной. Завязь полунижняя. Плод — овальная или яйцевидная коробочка, до 7 мм длиной.

## Распространение и экология
Встречается в северной части Евразии и Северной Америки.

## Классификация

### Таксономия
- Micranthes nivalis (L.) Small, 1905, N. Amer. Fl. 22: 136

Вид Камнеломка снежная включается в род Микрантес (Micranthes) семейства Камнеломковые (Saxifragaceae) порядка Камнеломкоцветные (Saxifragales), последовательно входящего в более крупные клады Суперрозиды → Эвдикоты → Цветковые растения. Таксономическая схема в соответствии с Системой APG IV по состоянию на июнь 2024 года:
|  |                          |  |                                   |                                   |                         |  | еще 14 семейств | еще 14 семейств |                        |  |  |  | еще 78 подтвержденных видов и 20 видов, ожидающий подтверждения |
|  |                          |  |                                   |                                   |                         |  | еще 14 семейств | еще 14 семейств |                        |  |  |  | еще 78 подтвержденных видов и 20 видов, ожидающий подтверждения |
|  |                          |  |                                   | порядок Камнеломкоцветные         |                         |  |                 |                 | род Микрантес          |  |  |  |                                                                 |
|  |                          |  |                                   | порядок Камнеломкоцветные         |                         |  |                 |                 | род Микрантес          |  |  |  |                                                                 |
|  | клада Цветковые растения |  |                                   |                                   | семейство Камнеломковые |  |                 |                 | Вид Камнеломка снежная |  |  |  |                                                                 |
|  | клада Цветковые растения |  |                                   |                                   | семейство Камнеломковые |  |                 |                 |                        |  |  |  |                                                                 |
|  |                          |  | ещё 63 порядка цветковых растений | ещё 63 порядка цветковых растений |                         |  |                 | еще 34 рода     | еще 34 рода            |  |  |  |                                                                 |
|  |                          |  |                                   | ещё 63 порядка цветковых растений |                         |  |                 |                 | еще 34 рода            |  |  |  |                                                                 |

### Синонимы
- Dermasea nivalis Haw.
- Micranthes kumlienii Small
- Robertsonia nivalis Link
- Saxifraga kumlienii Fedde
- Saxifraga longiscapa D.Don
- Saxifraga nigricans Willd. ex Sternb.
- Saxifraga nivalis L.
- Saxifraga nivalis f. longipetiolata Engl. & Irmsch.
- Saxifraga nivalis f. nivalis
- Saxifraga nivalis var. nivalis
- Saxifraga obtusa Nasarow
- Saxifraga primulifolia Willd. ex Sternb.